# Vyšný Tvarožec
Vyšný Tvarožec est un village de Slovaquie situé dans la région de Prešov.

## Histoire
Première mention écrite du village en 1414.

## Démographie

### Évolution de la population
| Année:               | 1994. | 2004.   | 2014.   | 2024. |
| -------------------- | ----- | ------- | ------- | ----- |
| Nombre de personnes: | 133   | 135     | 122     | 122   |
| Différence:          |       | +1,50 % | -9,62 % | +0 %  |

| Année:               | 2023. | 2024.   |
| -------------------- | ----- | ------- |
| Nombre de personnes: | 124   | 122     |
| Différence:          |       | -1,61 % |